# 로랭 말레
로랭 말레(Laurent Malet, 1955년 9월 3일 ~ )는 프랑스의 배우, 영화배우, 영화 감독, 각본가, 텔레비전 배우이다.
바욘에서 태어났다.

## 영화
- 누신젠 하우스 (2008년)
- 그날 (2003년)
- 꿈속의 사랑 싸움 (2000년)
- 세상에서 가장 아름다운 나라 (1998, Le Plus Beau Pays du monde)
- 제1연옥 (1991년)
- 더 포제스드 (1988년)
- 밤의 특공대 (1986년)
- 파킹 (1985년)
- 쿼렐리 (1982년)
- 로즈 투 더 사우스 (1978년)
- 성난 남자 (1978년)
- 부메랑 (1976년)